# Ареа Инзедијаменти Продутиви Форесто (Тревизо)
Ареа Инзедијаменти Продутиви Форесто је насеље у Италији у округу Тревизо, региону Венето.
Према процени из 2011. у насељу је живело 17 становника. Насеље се налази на надморској висини од 59 м.